# Élection présidentielle allemande de 1932
L'élection présidentielle allemande de 1932 (Reichspräsidentenwahl) est la seconde élection au suffrage universel direct du président du Reich (Reichspräsident), le chef de l'État de la république de Weimar. Le mandat du président sortant, Paul von Hindenburg expire en mai 1932. Après deux tours de scrutin, les 13 mars et 10 avril, Paul von Hindenburg est réélu président du Reich.
Son adversaire le plus sérieux est Adolf Hitler, le candidat du NSDAP. Quelques mois après cette élection (en janvier 1933), Hindenburg nomme à contrecœur son ancien rival, Adolf Hitler, chancelier du Reich. Hitler restera chancelier jusqu'à la mort de Paul von Hindenburg, le 2 août 1934. Lui reviendra ensuite le rôle de président qui lui permettra de s'octroyer les pleins pouvoirs et de se donner le titre de Führer le 19 août 1934.

## Contexte
Adolf Hitler a compris à la suite de son putsch raté, en 1923, qu'il ne pourrait accéder au pouvoir que par la voie démocratique. À l'élection de 1925, Paul von Hindenburg avait été le candidat de la droite politique au second tour et avait été vigoureusement opposé à une grande partie de la gauche modérée et du centre. Cependant, en 1932, ces forces politiques ont décidé de s'unir avec la droite modérée et donc Hindenburg, afin de prévenir l'élection d'Hitler. Le soutien de la coalition de Weimar envers Hindenburg tient aussi au fait que les craintes exprimées en 1925 sur une prétendue dérive autoritaire de la part d'Hindenburg se sont trouvées infondées. Hitler attise en revanche encore plus les peurs.

## Campagne

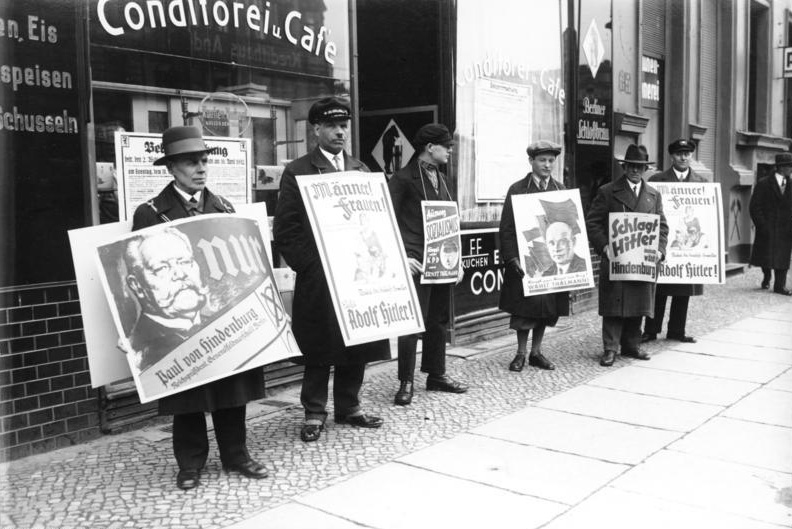
Hommes-sandwich portant l'effigie des différents candidats.
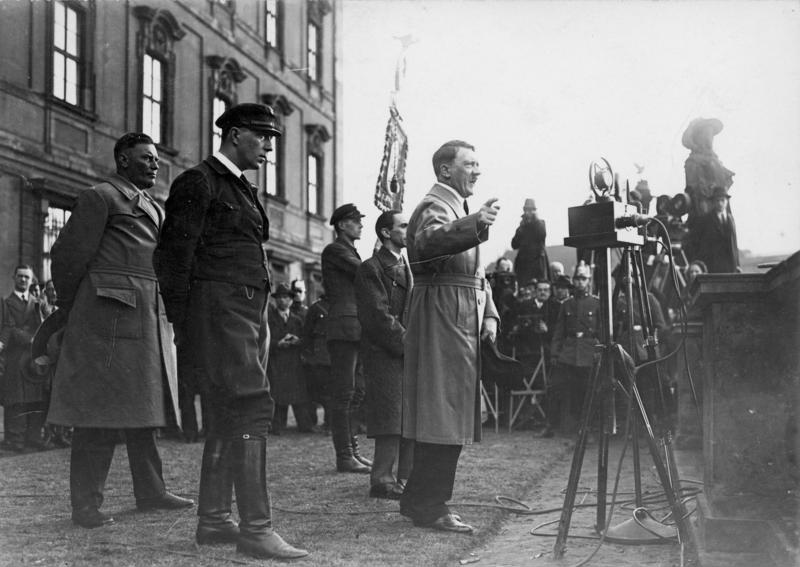
Discours d'Adolf Hitler, le 4 avril 1932, au Lustgarten de Berlin, aux côtés de Wilhelm Brückner, Wolf-Heinrich von Helldorf et Joseph Goebbels.
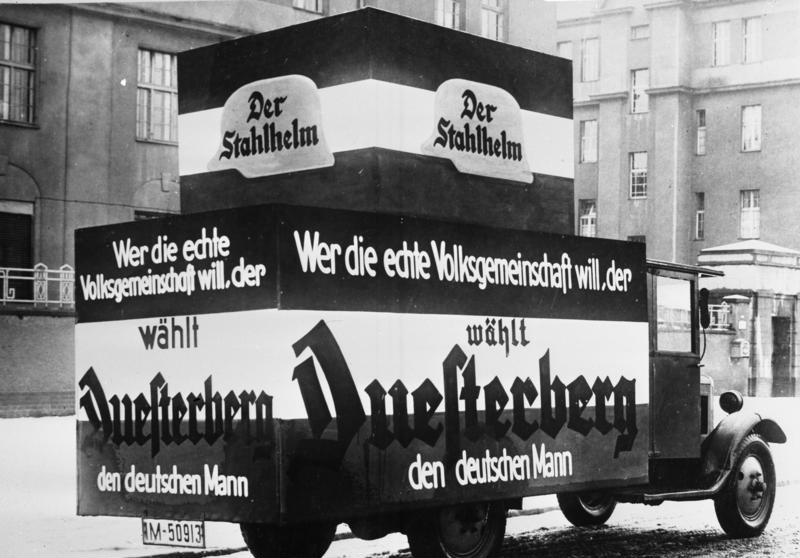
Char de campagne en faveur de Theodor Duesterberg.
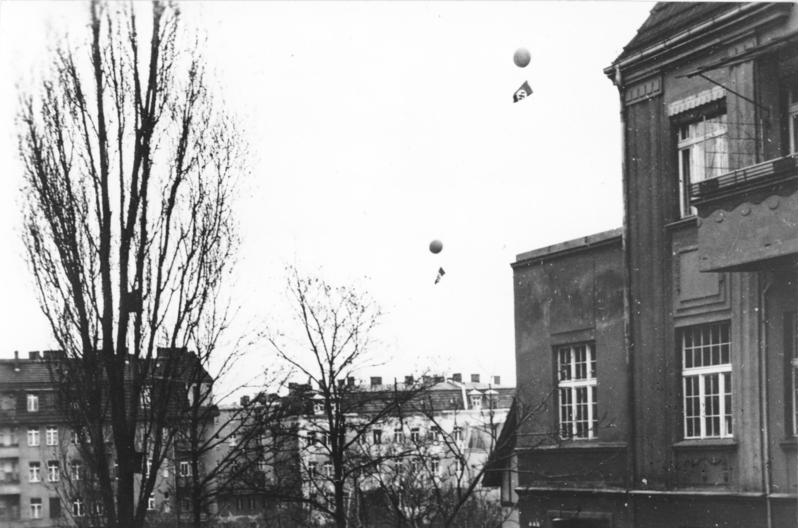
Ballons de campagnes en faveur du NSDAP.
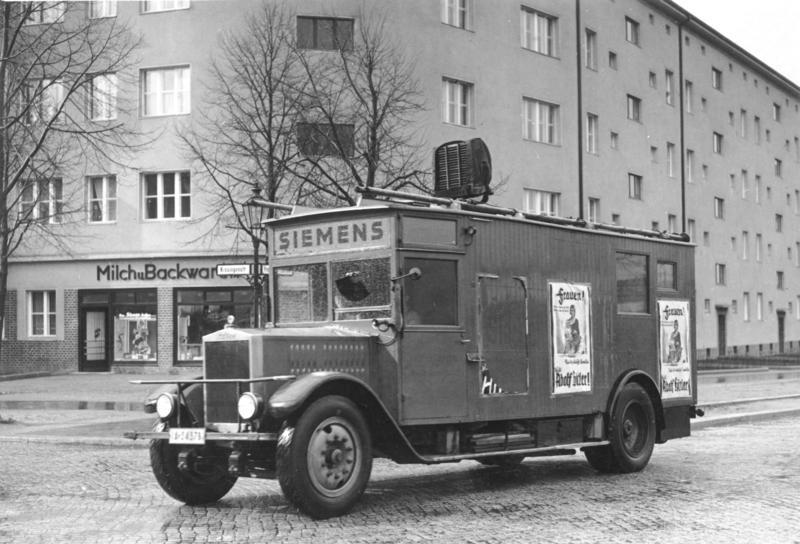
Char de campagne en faveur d'Hitler.
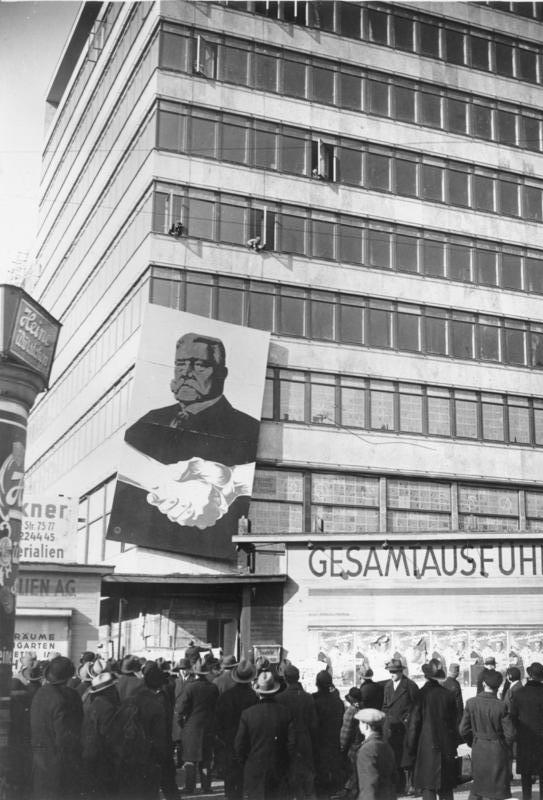
Affiche en faveur de Paul von Hindenburg, pendant le premier tour.
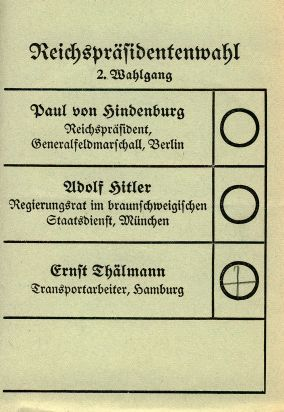
Bulletin de vote pour le second tour.

## Résultats
| Candidat                 | Candidat                 | Coalition ou parti       | Premier tour | Premier tour | Second tour | Second tour |
| Candidat                 | Candidat                 | Coalition ou parti       | Voix         | %            | Voix        | %           |
| ------------------------ | ------------------------ | ------------------------ | ------------ | ------------ | ----------- | ----------- |
|                          | Paul von Hindenburg      | Indépendant              | 18 651 497   | 49,54        | 19 359 983  | 53,05       |
|                          | Adolf Hitler             | NSDAP                    | 11 339 446   | 30,12        | 13 418 547  | 36,77       |
|                          | Ernst Thälmann           | KPD                      | 4 983 341    | 13,24        | 3 706 759   | 10,16       |
|                          | Theodor Duesterberg      | DNVP                     | 2 557 729    | 6,79         |             |             |
|                          | Gustav A. Winter         | IG                       | 111 423      | 0,30         |             |             |
|                          | Autres candidats         | Autres candidats         | 4 881        | 0,01         | 5 472       | 0,01        |
|                          |                          |                          |              |              |             |             |
| Votes valides            | Votes valides            | Votes valides            | 37 648 317   | 99,36        | 36 490 761  | 99,24       |
| Votes blancs et nuls     | Votes blancs et nuls     | Votes blancs et nuls     | 242 134      | 0,64         | 281 026     | 0,76        |
| Total                    | Total                    | Total                    | 37 890 451   | 100          | 36 771 787  | 100         |
| Abstention               | Abstention               | Abstention               | 6 059 230    | 13,79        | 7 292 171   | 16,55       |
| Inscrits / participation | Inscrits / participation | Inscrits / participation | 43 949 681   | 86,21        | 44 063 958  | 83,45       |

## Suites
Hindenburg meurt le 2 août 1934 d'un cancer du poumon, dans sa maison de Neudeck en Prusse-Orientale, à l'âge de 86 ans. Quelques jours plus tard, un plébiscite donne à Hitler tous les pouvoirs (19 août 1934). Hitler supprime la fonction de président du Reich. Son titre de Führer cumule donc de fait les fonctions de chancelier et président du Reich. L'élection présidentielle de 1932 est la dernière de la république de Weimar.